# August Hesch
August Peter Hesch (* 16. April 1870 in Wiesbaden-Biebrich; † 15. März 1942 ebenda) war ein deutscher Steinmetzmeister und Mitglied des Provinziallandtages der Provinz Hessen-Nassau.

## Leben
August Hesch wurde als Sohn des Baumeisters Valentin Hesch (1845–1909) und dessen Ehefrau Elisabeth Hecker (1845–1882) geboren. Nach seiner Schulausbildung absolvierte er im väterlichen Steinmetzbetrieb eine Lehre und ging danach auf Wanderschaft. Er kehrte nach Biebrich zurück und übernahm den Betrieb seines Vaters sowie mehrere Hausverwaltungen. 
Von 1915 bis 1922/1923 war er als Kandidat der Vereinigten nichtsozialistischen Parteien Stadtverordneter in Biebrich und dort von 1824 bis 1926 Mitglied des Magistrats. 
Von 1926 bis 1929 hatte er als Mitglied der Deutschen Demokratischen Partei ein Mandat für den Provinziallandtag der Provinz Hessen-Nassau sowie für den Nassauischen Kommunallandtag des preußischen Regierungsbezirks Wiesbaden. 
Hesch war religiös, gehörte zu den Mitbegründern des katholischen Gesellschaftsverein Biebrich und war entschiedener Gegner der Nationalsozialisten. Deshalb erhielt er nach den Wahlen 1933 kein weiteres Mandat, wurde aus dem Vorstand des Haus- und Grundbesitzervereins ausgeschlossen. Ebenso verlor er die Ämter der Bezirksregierung in der nassauischen Brandversicherungsanstalt, der Landesbank und der Landesversicherungsbank.
Als Aushilfskraft verdiente er seinen weiteren Lebensunterhalt.